# روکا دی بوته
روکا دی بوته (به ایتالیایی: Rocca di Botte) یک کومونه در ایتالیا است که در استان لاکویلا واقع شده‌است. روکا دی بوته ۲۹٫۸۳ کیلومتر مربع مساحت و ۸۶۰ نفر جمعیت دارد و ۷۵۰ متر بالاتر از سطح دریا واقع شده‌است.

## خواهرخوانده
شهر Trevi nel Lazio خواهرخواندهٔ روکا دی بوته هست.